# 1343
Cette page concerne l'année 1343  du calendrier julien. Pour l'année 1343 av. J.-C., voir 1343 av. J.-C.
L'année 1343 est une année commune qui commence un mercredi.

## Événements
- Début du règne de Qazan, khan djaghataïde de Transoxiane (fin en 1346), porté sur le trône par la classe dirigeante turque. Le pouvoir de fait est entre les mains de l’émir Kazgan, dont les fiefs s’étendent au nord de l’Amou-Daria[1].
- Selon le poème épique javanais Nagarakertagama, écrit en 1365, le royaume javanais de Majapahit conquiert l'île voisine de Bali.

### Europe
- 4 janvier : Andrea Dandolo est élu doge de Venise (fin en 1354)[2].
- 16 janvier[3] : testament de Robert le Sage. Jeanne Ire (1326-1382) hérite du royaume de Naples et du comté de Provence.
- 19 janvier :
  - Robert le Sage, roi de Naples, laisse à sa mort[3] le pays dans un état d’anarchie et de lutte féodales. Jeanne lui succède. Son époux André de Hongrie demande à être couronné et à partager le pouvoir. Jeanne, influencée par les Anjou-Tarente, refuse. Le roi de Hongrie, frère d’André, en appelle au pape Clément VI qui envoie à la reine un ultimatum. La date du couronnement est fixée au 20 septembre 1345.
  - Seconde trêve dans la guerre de Cent Ans. La « trêve de Malestroit » entre la France et l'Angleterre est conclue pour une durée de trois ans grâce à l'intervention du pape Clément VI[4].
- 24 février : alliance de Poznań[5]. Boguslaw V de Poméranie et ses frères s'allient avec Casimir III le Grand contre les Teutoniques.
- 20 mars : ordonnance instituant le monopole[6] et un impôt sur le sel en France, ratifiée par les États généraux réunit pour l'occasion[7].
- 12 avril[8] : nouvelle bulle du pape Clément VI contre l'empereur Louis de Bavière qui a trois mois pour renoncer à son titre.
- 23 avril, Vincennes[9] : acquisition du Dauphiné par Philippe VI de France. La province passera au royaume de France en 1349.
- Nuit du 23 au 24 avril[10] : début de la révolte paysanne de la Saint-Georges en Estonie (fin en 1345). Les rois danois doivent céder leurs territoires du nord de l’Estonie à l’ordre des chevaliers Teutoniques qui contrôlait déjà la Livonie.
- 22 juin : Amédée VI, le Comte Vert (1334-1383), devient comte de Savoie sous la régence d'Amédée III de Genève et de Louis de Vaud[11].
- 8 juillet : traité de Kalisz entre Polonais et Teutoniques. La Cujavie et la région de Dobrzyń reviennent à la Pologne en échange de l’offrande perpétuelle de la Poméranie de Gdańsk et de la région de Chełmno à l’Ordre[12].
- 26 juillet : le dictateur Gautier VI de Brienne est chassé de Florence par un soulèvement populaire[13]. Florence institue une seigneurie composée des 21 guildes.
- 15 août[14] : les nobles norvégiens réunis à Varberg obligent Magnus IV de Suède à renoncer au trône de Norvège au profit de son fils Haakon VI Magnusson (1340-1380).
- 1er septembre : libération de Jean de Montfort par le roi de France[15].
- 3 septembre : fondation de l'Université de Pise[16].
- 23 octobre : les principaux seigneurs lorrains concluent la Commune Trêve de Lorraine  pour maintenir la paix sur leurs territoires.
- 27 octobre : faillite de la compagnie florentine des Peruzzi due à l’impossibilité de récupérer les sommes prêtés par les succursales de Naples et de Londres aux rois  Pierre II de Sicile et Édouard III d’Angleterre. Au même moment s’effondrent les autres grandes compagnies florentines dont les Bonaccorsi, les Acciaiuoli et les Bardi (1343-1346)[17].

- Un inquisiteur est installé à Prague[18].
- À la suite des désordres survenus entre chrétiens et musulmans dans les comptoirs de l’embouchure du Don, le khan de la Horde d'or Djanibeg chasse de nouveau les commerçants européens. Il assiège Caffa à deux reprises (1343 et 1345-1346)[19].

- Premiers exemples d’assurances à primes relevés dans les contrats notariaux de Gênes : l’assureur touche une prime qui représente de 15 à 20 % de la cargaison mais prend tous les risques à son compte[20].